# San Pablo Jocopilas
San Pablo Jocopilas – miasto na południowym zachodzie Gwatemali, w departamencie Suchitepéquez. Według danych szacunkowych z 2012 roku liczba mieszkańców wynosiła 18 012 osób. 
San Pablo Jocopilas leży około 11 km na północny zachód od stolicy departamentu – miasta Mazatenango. Miejscowość leży na wysokości 597 metrów nad poziomem morza, w pobliżu wulkanu San Padro, w górach Sierra Madre de Chiapas.   Przemysł spożywczy, włókienniczy.